# Fire in the hole (ロケット工学)
Fire in the hole(FITH)とは、ロケットの特殊な段間分離方式の一つである。
分離と同時にロケットを点火し発生する推力で下段を振り切る。
分離中であっても途切れることなく推力を発生させ続けることができるため、重力損失を抑えられる。ただし、ノズル内で燃焼ガスが非対称に剥離することによってモータ内圧が立ち上がるまでに過渡的な横推力が発生される。これが姿勢を乱し軌道投入精度の悪化を招く。
M-Vロケットに採用された。前述の問題に対処するため従来のH∞制御理論ではなくμ制御を用い良好な応答性(ロバスト応答性)を確保した。